# Караваев, Артур Станиславович
Арту́р Карава́ев (род. 1 декабря 1991, Житикара, Казахская ССР, СССР) — российский боец смешанных единоборств, выступающий в средней весовой категории. Мастер спорта по рукопашному бою и боевому самбо, кандидат в мастера спорта по боксу, кандидат в мастера спорта по кикбоксингу. Профессиональный спортсмен команды «Архангел Михаил», выступает в лиге RCC.

## Биография
Родился в Казахстане в 1991 году в семье Станислава и Алены. В 1998 году пошёл в секцию по вольной борьбе, куда его привел отец. В этом же году поступил в школу № 1 города Житикара.
В 2001 году родители Артура приняли решение о разводе, после чего Артур вместе с мамой переехал в поселок Бреды Челябинской области. Артура приняли в местную школу № 1, где он постоянно дрался.
В 2002 году пошёл в секции бокса и легкой атлетики.
В 2004 г. переехал жить в город Ревда Свердловской области к отцу и поступил в Ревдинский многопрофильный техникум на специальность «строитель». Там же начинал серьезно заниматься боксом. Тренировался в секции у Ивана Вопилова, выполнил норматив кандидата в мастера спорта по боксу, параллельно тренировался и выступал по армейскому рукопашному бою.
В 2009 г. — 2010 г. служил в армии. После армии поступил в Уральский Государственный Университет Физической Культуры в Магнитогорске по специальности «спортивный менеджмент». Во время учебы тренировался и выступал по рукопашному бою, выполнил норматив мастера спорта.

## Профессиональная карьера
На профессиональном уровне дебютировал в свой день рождения 1 декабря 2013 года в Первоуральске. Карьера начала развиваться очень быстро. В 2016 году Артур провел свой первый бой в Китае.
В 2017 году Артур получил приглашение стать бойцом профессиональной команды «Архангел Михаил», которая базируется в Екатеринбурге. В этом же году подписал контракт с лигой смешанных единоборств RCC, где он выступает до сих пор.
В 2021 году Артур получил приглашение в чешскую организацию OKTAGON, где одержал одну победу в одном поединке, но из-за глобальных ограничений, связанных с распространением COVID-19 был вынужден разорвать контракт и вернуться в RCC.

## Статистика профессиональных боев
| Результат | Рекорд | Соперник           | Способ                      | Турнир                       | Дата             | Раунд | Время | Место                              | Примечание |
| --------- | ------ | ------------------ | --------------------------- | ---------------------------- | ---------------- | ----- | ----- | ---------------------------------- | ---------- |
| Поражение | 17-8   | Михаил Дорошенко   | Болевым приемом (удушающий) | RCC Intro 25                 | 25 марта 2023    | 3     | 3:35  | Екатеринбург, Россия, Академия РМК |            |
| Победа    | 17-7   | Нейлсон Гомес      | Единогласное решение судей  | RCC 13: Исмаилов vs Шлеменко | 3 декабря 2022   | 3     | 5:00  | Екатеринбург, Россия               |            |
| Поражение | 16-7   | Сайгид Алибеков    | Технический нокаут          | RCC Intro 21                 | 25 июня 2022     | 1     | 4:48  | Екатеринбург, Россия, Академия РМК |            |
| Победа    | 16-6   | Омар Сантана       | Единогласное решение        | OKTAGON 29                   | 4 декабря 2021   | 3     | 5:00  | Острава, Чехия                     |            |
| Победа    | 15-6   | Андре Рикардо      | Единогласное решение судей  | RCC Intro 15                 | 14 августа 2021  | 3     | 5:00  | Екатеринбург, Россия, Академия РМК |            |
| Победа    | 14-6   | Юрик Смоян         | Технический нокаут          | RCC 9                        | 3 мая 2021       | 3     | 5:00  | Екатеринбург, Россия               |            |
| Победа    | 14-6   | Алексей Шуркевич   | Единогласное решение судей  | RCC Intro 8                  | 26 сентября 2020 | 3     | 5:00  | Екатеринбург, Россия, Академия РМК |            |
| Победа    | 13-6   | Арбер Мурати       | Единогласное решение судей  | RCC Intro 6                  | 16 ноября 2019   | 3     | 5:00  | Екатеринбург, Россия, Академия РМК |            |
| Поражение | 12-6   | Джоилтон Люттербах | Единогласное решение судей  | RCC 6                        | 4 мая 2019       | 5     | 5:00  | Екатеринбург, Россия               |            |
| Победа    | 12-5   | Яссин Наджид       | Болевой прием               | RCC Intro 3                  | 9 марта 2019     | 1     | 2:23  | Екатеринбург, Россия, Академия РМК |            |
| Победа    | 11-5   | Василий Зубков     | Единогласное решение судей  | RCC 5                        | 15 декабря 2018  | 1     | 2:23  | Екатеринбург, Россия               |            |
| Поражение | 10-5   | Артур Пронин       | Удушающий прием             | RCC 4                        | 27 октября 2018  | 1     | 4:50  | Екатеринбург, Россия               |            |
| Победа    | 10-4   | Олег Дадонов       | Единогласное решение судей  | RCC 3                        | 9 июля 2018      | 3     | 5:00  | Екатеринбург, Россия               |            |
| Победа    | 9-4    | Вадим Кафаров      | болевой прием               | RCC 2                        | 5 мая 2018       | 1     | 3:46  | Екатеринбург, Россия               |            |